# Антиквариат
Антикварен магазин (на английски: Antique_shop), антиквариат или магазин за антики, е магазин за търговия на дребно, специализиран в продажбата на ценни предмети от близкото и далечно минало, предимно за колекционери.
Антикварните магазини могат да бъдат разположени или на местно ниво, или с навлизането на интернет, намерени онлайн. Онлайн магазин за антики може да се намира в антикварен търговски център, където отделен антикварен продавач може да отвори магазин или щанд и да покаже предметите си за продажба в търговския център.
Обикновено техните запаси се получават от търгове, продажби на имоти, пазари, разпродажби и т.н. Много от предмети могат да преминат през няколко търговци, преди да се озоват в магазин за антикварни предмети. По своята същност тези магазини продават уникални предмети. Качеството на тези елементи може да варира от много ниско до изключително високо и скъпо, в зависимост от нивото и местоположението на магазина. Често много магазини за антикварни предмети са групирани на близки търговски места, улици, и пр.
Антикварните магазини могат да се специализират в отделен сегмент на пазара, като антични мебели, картини, часовници, порцелан, сребърни изделия, бижута и др., но много от магазините разполагат с голямо разнообразие от инвентаризация.